# Giby (plaats)
Giby, (Litouws: Gibai) is een dorp in het Poolse woiwodschap Podlachië, in het district Sejneński. De plaats maakt deel uit van de gemeente Giby en telde 328 inwoners in 2011.

## Geschiedenis
Van de 8e tot de 19e eeuw maakte deze plaats deel uit van het leefgebied van de Baltische stam van de Jatvingen. Vanaf de 13e eeuw behoorde het tot het Grootvorstendom Litouwen. Met de Poolse Delingen kwam het gebied achtereenvolgens vanaf 1795 eerst in Pruisische en in 1806 in Russische handen. Na de Pools-Russische Oorlog (1919-1921) werd het onderdeel van Polen. Sindsdien woont er in dit gebied nog wel een Litouwse minderheid.

## Sport en recreatie
Door deze plaats loopt de Europese wandelroute E11. De E11 loopt van Den Haag naar het oosten, naar de grens Polen/Litouwen. Ter plaatse komt de route van het westen van Wierśnie en het Nationaal Park Wigry, blijft ten zuiden van het centrum en vervolgt verder in oostelijke richting naar Zelwa.

## Galerij

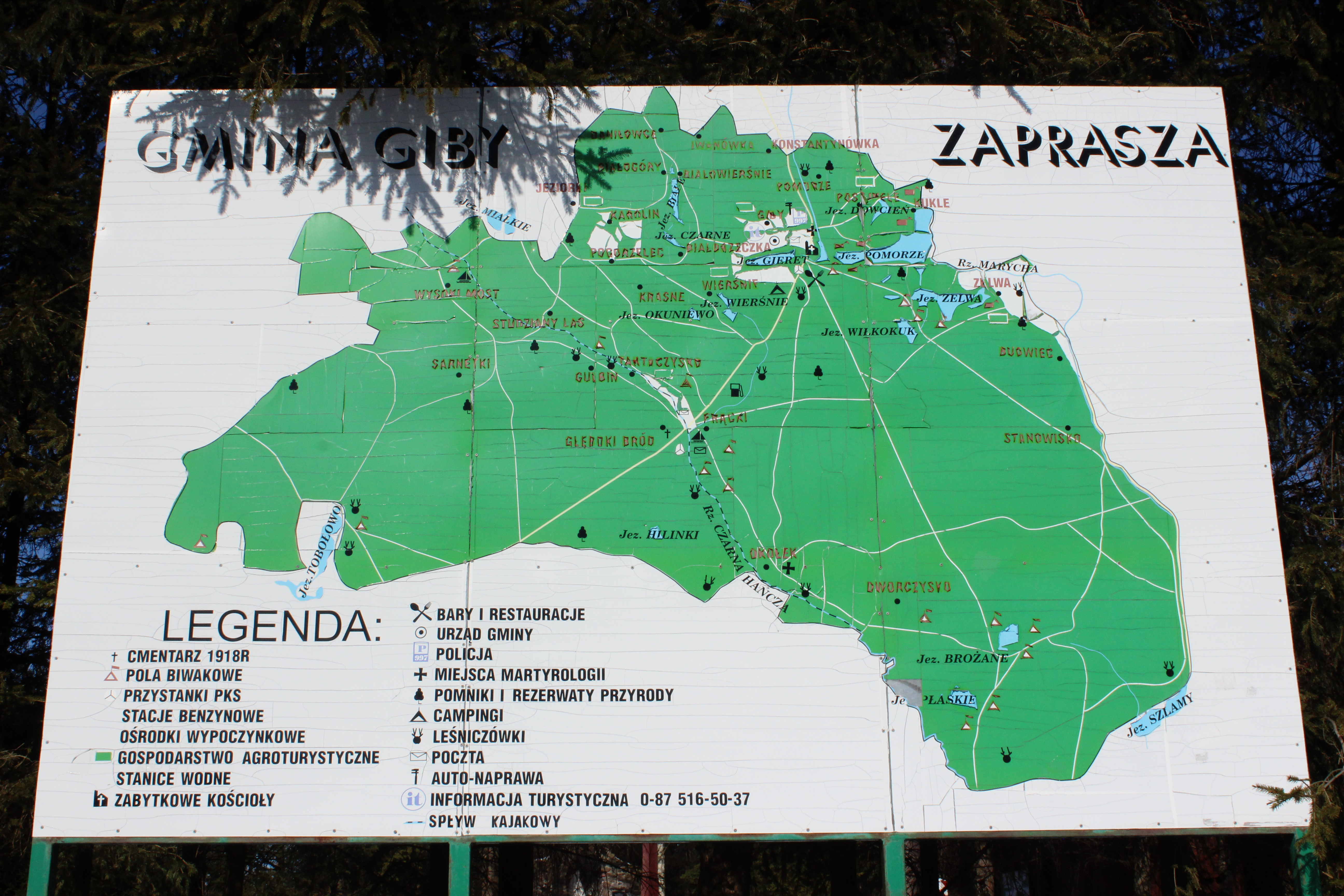
Kaart van de gemeente
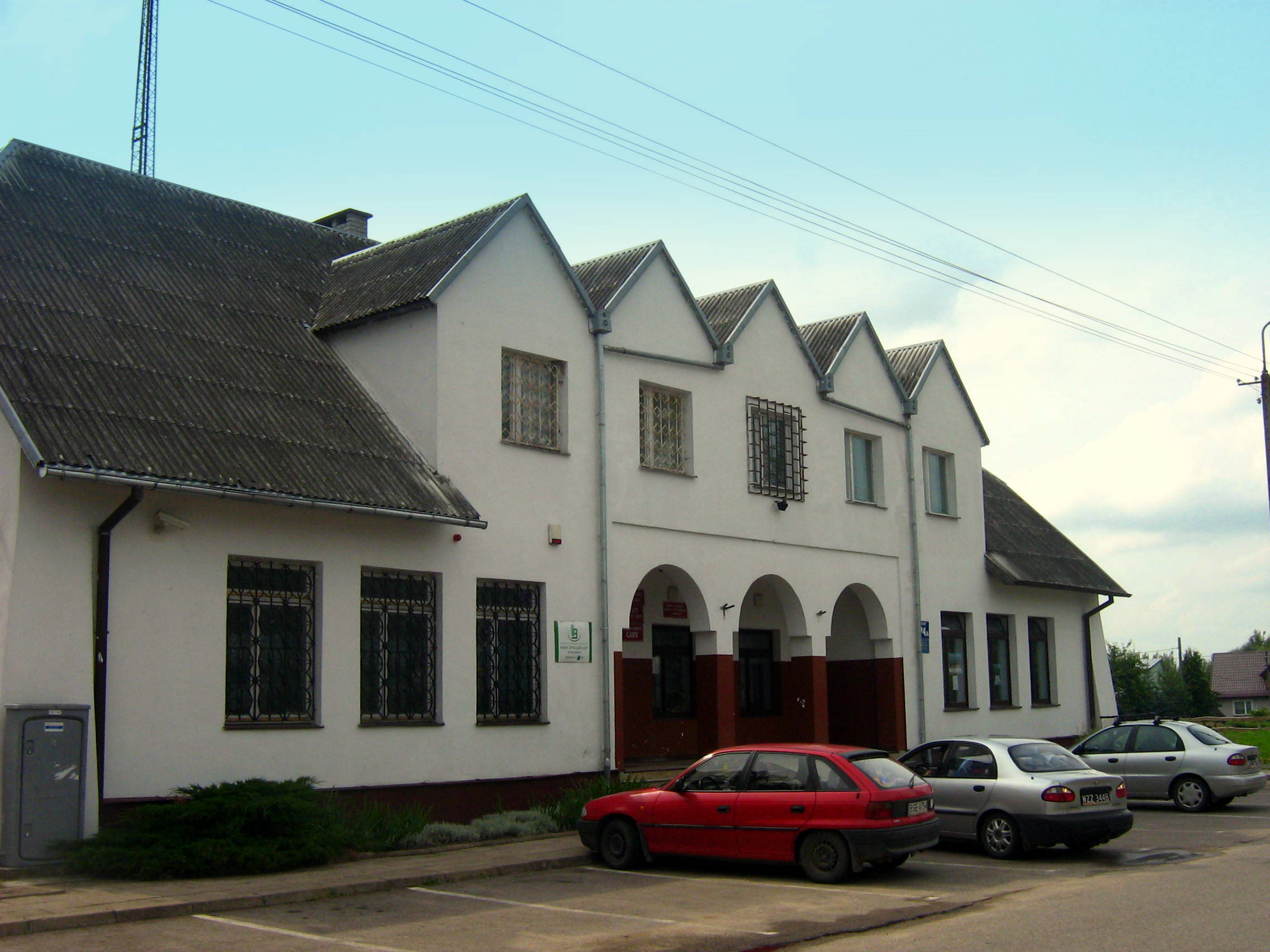
Gemeentehuis
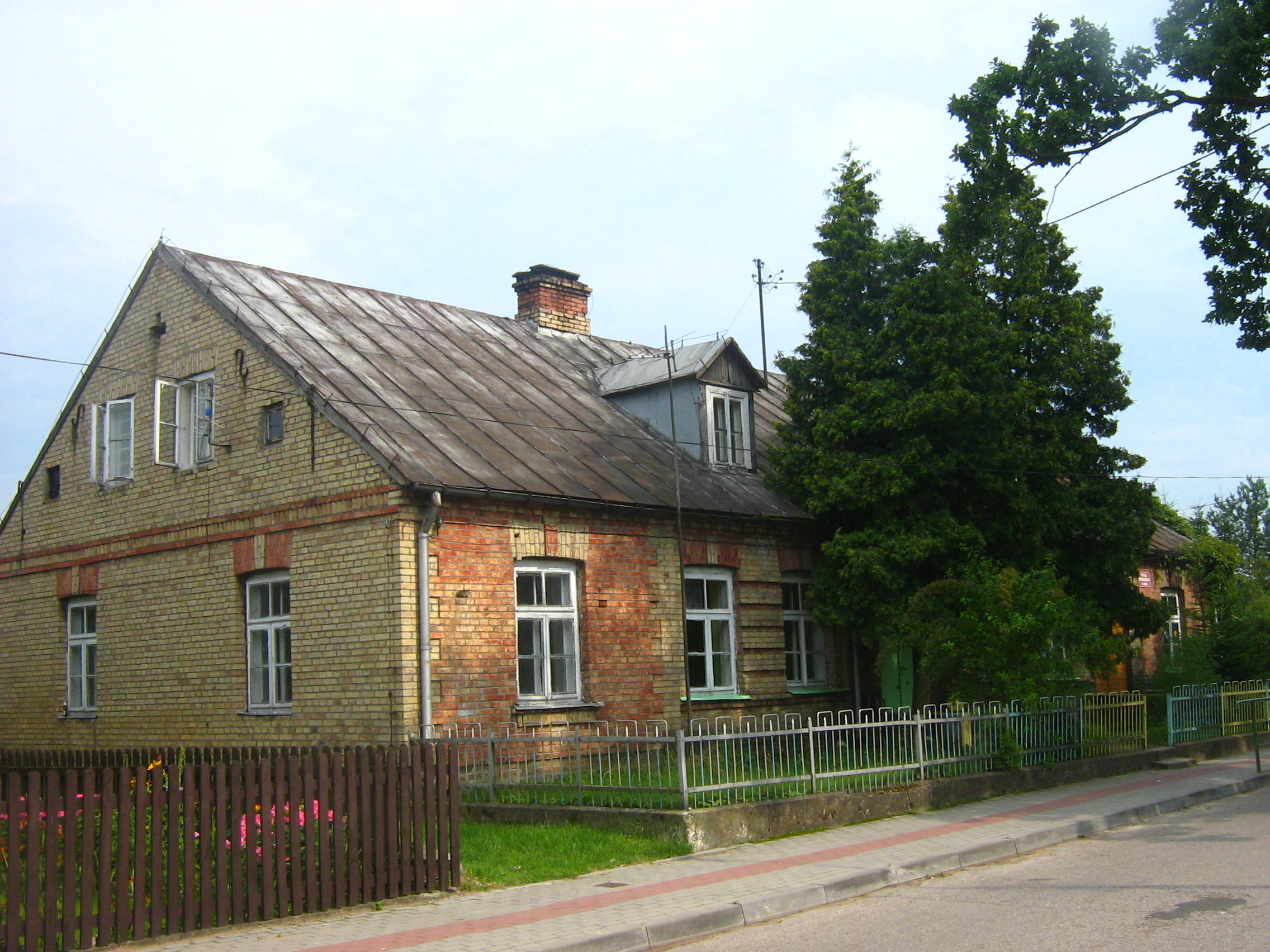
Schoolgebouw